# Linos (syn Apolla)
Linos – syn Apollina i Psamate. Postać z mitologii.
Linos urodził się ze związku Psamate, córki króla Argos, Krotoposa, z bogiem Apollinem. Dziecko zostało po urodzeniu porzucone w górach i wychowane przez pasterzy. Krotopos najprawdopodobniej dowiedział się jednak o jego pochodzeniu i dał go pożreć psom, lub też psy pasterskie pożarły go przypadkowo. Jakkolwiek było Krotopos zabił Psamate, a rozgniewany Apollo, zesłał na Argolidę potwora płci żeńskiej o imieniu Pojne, który pustoszył kraj. Na cześć Psamate i Linosa ustanowiono za poradą wyroczni kult. W czasie święta wykonywano na ich cześć żałobną pieśń (tren) opiewający ich smutną historię. Składano też podczas uroczystości złapane na placach i ulicach psy.

## Literatura dodatkowa
- Karl Kerényi: Mitologia Greków. tłum. Robert Reszke. Warszawa: Wydawnictwo KR, 2002. ISBN 83-89158-09-4.